# Cot Batee Badeue
Cot Batee Badeue är en kulle i Indonesien.   Den ligger i provinsen Aceh, i den västra delen av landet, 1 800 km nordväst om huvudstaden Jakarta. Toppen på Cot Batee Badeue är 168 meter över havet.
Terrängen runt Cot Batee Badeue är kuperad åt sydväst, men åt nordost är den platt. Havet är nära Cot Batee Badeue norrut.